# یواس‌اس ادرویت (اس‌پی-۲۴۸)
یواس‌اس ادرویت (اس‌پی-۲۴۸) (به انگلیسی: USS Adroit (SP-248)) یک کشتی بود که طول آن ۱۴۱ فوت (۴۳ متر) بود. این کشتی در سال ۱۹۰۷ ساخته شد.